# Rompecabezas de combinación

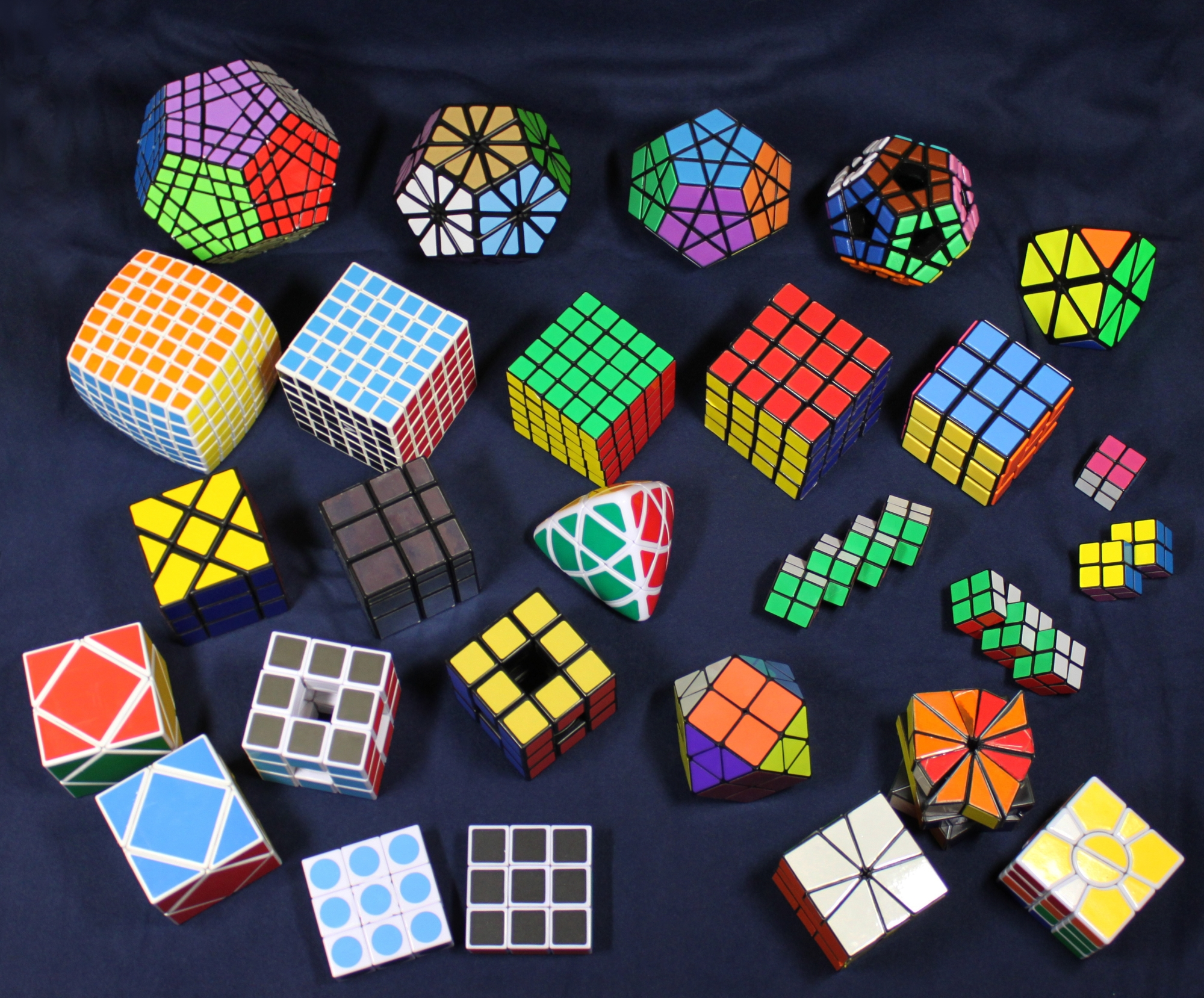
Distintos tipos de rompecabezas de combinación

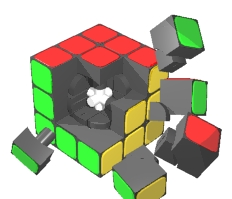
Cubo de Rubik abierto

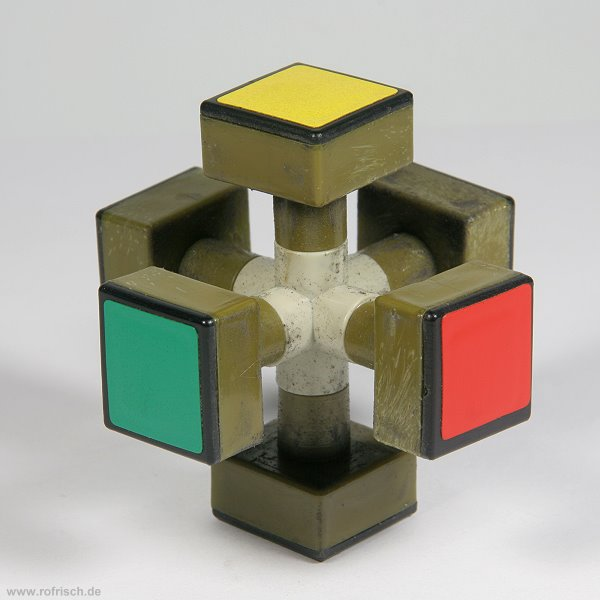
Ejes de giro del cubo de Rubik

Un rompecabezas de combinación, también conocido como rompecabezas de movimiento secuencial, es un tipo  de rompecabezas que consiste en un juego de piezas que pueden ser manipuladas para adoptar distintas configuraciones mediante un grupo de operaciones (como giros, traslaciones o permutaciones). El rompecabezas se resuelve mediante la consecución de una combinación particular a partir de una combinación aleatoria de partida. A menudo, se requiere que la solución sea un patrón reconocible, como "todos los elementos de un mismo color juntos" o "todos los números en orden". El más famoso de estos rompecabezas es el cubo de Rubik original, un rompecabezas cúbico en el que cada una de sus seis caras se pueden girar de forma independiente. Cada una de estas seis caras es de un color diferente, y cada una de las nueve piezas de una cara son del mismo color cuando se ha resuelto el rompecabezas. Puzles como el cubo de Rubik que se manejan mediante la rotación de una capa de piezas son popularmente llamados rompecabezas de rotación.
La construcción mecánica del rompecabezas suele definir las reglas por las que la combinación de piezas puede ser alterada. Esto lleva a algunas limitaciones en las combinaciones que son posibles. Por ejemplo, en el caso del cubo de Rubik, hay un gran número de combinaciones que se pueden lograr mediante la colocación de los adhesivos de color al azar en el cubo, pero no todas ellas permiten resolverlo el rompecabezas posteriormente. Del mismo modo, no son posibles todas las combinaciones que son mecánicamente posibles a partir de un cubo desmontado valiéndose exclusivamente de la manipulación del rompecabezas. Dado que ni cambiar las pegatinas ni desmontar el cubo son operaciones permitidas, las posibles operaciones de rotar las caras condicionan las combinaciones que pueden lograrse.
Aunque el rompecabezas mecánico es muy popular, existen programas de ordenador que emulan los posibles movimientos del juego real, y basta con definir mediante un lenguaje de programación las reglas de  las reglas correspondientes a las operaciones que permite el cubo. El rompecabezas se puede modelizar íntegramente  utilizando un espacio virtual, o bien como un conjunto de enunciados matemáticos. De hecho, hay algunos puzles que sólo son posibles en el espacio virtual. Un ejemplo es el rompecabezas con la geometría del teseracto (un cubo 4-dimensional de dimensión 3×3×3×3), simulado utilizando movimientos secuenciales en el juego de ordenador MagicCube4D.

## Propiedades
Se han producido muchas formas diferentes de puzles tipo Rubik: además del clásico cubo, existen modelos con las formas de los poliedros regulares y también de distintos poliedros semirregulares y de poliedros estrellados.

### Cuboides regulares
Un cuboide es un poliedro cuyas caras son rectángulos. Es decir, todas sus aristas forman ángulos rectos entre sí. O en otras palabras, tienen una forma similar a la de una caja de zapatos. En el contexto de este artículo, se denomina cuboide (o paralelepípedo) regular a un rompecabezas de cubo en el que todas las aristas de las piezas tienen la misma longitud. Las piezas se denominan coloquialmente como «cubitos».
| Imagen                               | Datos | Comentarios |
| ------------------------------------ | --- | --- |
| Puzle cúbico de 2×2×2                | Nombre comercial: Cubo de bolsillo Forma geométrica: Cubo Configuración de piezas: 2×2×2 | Más sencillo de resolver que el cubo estándar, dado que solo se necesitan los algoritmos destinados a colocar las piezas de las esquinas. Sin embargo, es sorprendente que no sea trivial de resolver. |
| Puzle cúbico de 3×3×3                | Nombre comercial: Cubo de Rubik Forma geométrica: Cubo Configuración de piezas: 3×3×3 | El cubo de Rubik original |
| Puzle cúbico de 4×4×4                | Nombre comercial: La Venganza de Rubik Forma geométrica: Cubo Configuración de piezas: 4×4×4 | La solución es muy similar a la del cubo de 3×3×3, excepto la necesidad de algoritmos adicionales (y relativamente simples) destinados a poner en orden las piezas centrales y los bordes, así como la paridad adicional que no posee el cubo de Rubik de 3x3x3. |
| Puzle cúbico de 5×5×5                | Nombre comercial: Cubo del Profesor Forma geométrica: Cubo Configuración de piezas: 5x5x5 | La solución es muy similar a la del cubo de 3×3×3, excepto por la necesidad de algoritmos adicionales (y relativamente simples) destinados a poner en orden las piezas centrales y los bordes. |
| Puzle cúbico de 6×6×6                | Nombre comercial: V-CUBE Forma geométrica: Cubo Configuración de piezas: 2×2×2 a 11×11×11 | Panagiotis Verdes posee una patente para un método con el que se dice que es capaz de construir cubos de hasta 11×11×11 cubitos. Ha diseñado modelos totalmente operativos desde 2×2×2 hasta 8x8x8 cubitos. |
| Puzle hipercúbico de 3×3×3×3         | Nombre comercial: Rompecabezas 4-dimensional Forma geométrica: Teseracto Configuración de piezas: 3×3×3×3 | Es el modelo análogo 4-dimensional de un cubo, y por lo tanto, no puede ser construido en el mundo real. Sin embargo, se puede modelizar utilizando un ordenador. Significativamente más difícil de resolver que un cubo estándar, aunque las técnicas empleadas siguen los mismos principios. Hay muchos otros tamaños de rompecabezas cuboides virtuales que van desde el trivial 3×3 de dimensión 2, hasta el 5-dimensional de 7×7×7×7×7 piezas, que solo se ha resuelto dos veces hasta ahora. |
| Torre de Rubik                       | Nombres comerciales: 1. Torre delgada o Cubo torre 2. Torre de Rubik 3. 3×4×4 4. 2×2×6 Cuboides no uniformes Forma geométrica: Cuboide Configuración de piezas (1ª): 2×2×3 Configuración de piezas (2ª): 2×3×3 Configuración de piezas (3ª): 3×4×4 Configuración de piezas (4ª): 2×2×6 | La mayoría de los puzles en esta clase de rompecabezas son generalmente producidos en pequeñas cantidades. La mayoría de ellos parten del mecanismo interno de un rompecabezas estándar. Se añaden entonces cubitos adicionales, ya sea modificados de rompecabezas estándar o hechos desde cero. Los cuatro que se mencionan aquí son solo una muestra de un gran número de ejemplos. Aquellos con dos o tres números diferentes de filas pares o impares también tienen la capacidad de cambiar su forma. La Torre Cubo fue fabricada por Chronos y distribuida en Japón por la empresa ESE Gentosha Education; es el tercer "Okamoto Cube" (inventado por Katsuhiko Okamoto). No cambia de forma, y los colores superiores e inferiores no se mezclan con los colores de los laterales. |
| Cubos siameses                       | Nombre comercial: Cubos siameses Forma geométrica: Cubos fusionados Configuración de piezas: dos cubos de 3×3×3 fusionados en 1×1×3 | Los cubos siameses son dos o más puzles que se fusionan de manera que algunas piezas son comunes a ambos cubos. La imagen aquí muestra dos cubos de 3×3×3 que se han fusionado. El mayor ejemplo conocido es el rompecabezas denominado Museum y consta de tres cubos de 5×5×5 que son siameses fusionados en 2×2×5 en dos lugares. También hay una versión 2 3x3x3 2x2x2 fusionado llamada el cubo fusionado. El primer cubo siamés fue producido por Tony Fisher en 1981. Este ha sido acreditado como el primer ejemplo de un "rompecabezas de rotación modificado hecho a mano". |
| Cubos extendidos desordenados        | Nombre comercial: Cubos extendidos Forma geométrica: Caja Configuración de piezas: 3×3×(2+1+2) | Estos puzles están hechos mediante la unión de cubitos adicionales a un rompecabezas existente (dos caras opuestas tienen cubitos dobles, de 2x1x1). Por consiguiente, no se suman a la complejidad de la configuración del rompecabezas, que solo es más complejo en apariencia. Las estrategias de solución siguen siendo las mismas, aunque un rompecabezas con las piezas desordenadas puede tener un aspecto extraño. |
| Cubo Boob                            | Nombre comercial: Cubo Boob Forma geométrica: Caja Configuración de piezas: 1×1×2 | Muy posiblemente el rompecabezas paralelepípedo regular más sencilla de resolver. Solución completamente trivial, dado que el rompecabezas se compone de tan solo dos cubitos. |
| Cubo Void                            | Nombre comercial: Cubo Void Forma geométrica: Esponja de Menger con 1 iteración Configuración de piezas: 3x3x3-7 | La solución a este cubo es similar a un 3x3x3 normal, excepto porque son posibles extrañas combinaciones de paridad con este rompecabezas. Utiliza un mecanismo especial debido a la ausencia de un núcleo central. |
| Cubo Loco tipo I · Cubo Loco tipo II | Nombre comercial: Cubo loco tipo I Cubo loco tipo II Forma geométrica: Cubo Configuración de piezas: 4x4x4 | Los círculos interiores de un cubo loco de 4x4x4 se mueven con la segunda capa de cada cara. En un cubo loco tipo I, están conectados internamente de tal manera que se mueven esencialmente como 8 piezas distintas, no como 24. Para resolver este tipo de cubo, hay que imaginárselo como un cubo de 2x2x2 (cubo de bolsillo) atrapado dentro de un cubo de 4x4x4 (la venganza de Rubik). Primero se debe resolver el 2x2x2 y luego el 4x4x4 haciendo solo intercambios. Resolver el tipo II es mucho más difícil. |
|                                      | Nombre comercial: Over the Top (Sobre el techo) Forma geométrica: Cubo Configuración de piezas: 17x17x17 | Cubo experimental fabricado mediante impresión 3D de plástico, inventado por Oskar van Deventer. Las esquinas son mucho más grandes en proporción, y las piezas de los bordes coinciden con esa mayor dimensión; son estrechas y no se asemejan a cubos. El resto de los cubos son matrices de 15x15 en cada lado del cubo. Según lo planeado, tendrían solo 4 mm de lado. El mecanismo original es un núcleo de 3x3x3, con finas "paletas" en los bordes centrales; el resto de los cubos rellenan los huecos. El núcleo tiene una esfera en su centro. Estaba previsto que a partir de 2023, las empresas chinas YuXin y Shengshou lo producirían en masa. |

#### Variaciones del patrón
Hay muchos rompecabezas que son mecánicamente idénticos a los cuboides regulares mencionados anteriormente, pero tienen variaciones en el patrón y el color de diseño. Algunos de ellos se fabrican a medida en cantidades muy pequeñas, a veces para eventos promocionales. Los que se enumeran en la tabla siguiente se incluyen porque el patrón de alguna forma afecta a la dificultad de la solución o es notable por algún otro motivo.
| Imagen                         | Datos                                                                                     | Comentarios |
| ------------------------------ | ----------------------------------------------------------------------------------------- | --- |
|                                | Nombre comercial: Cubo Júnior Forma geométrica: Cubo Configuración de piezas: 2×2×2       | Mecánicamente idéntico al cubo de bolsillo. Sin embargo, mucho más fácil de resolver, ya que solo utiliza dos colores. |
| Cubo sin pegatinas             | Nombre comercial: Fooler Forma geométrica: Cubo Configuración de piezas: 3×3×3            | Mecánicamente idéntico al cubo estándar de 3x3x3, se trata de una broma, puesto que todas las caras son del mismo color y no necesita resolverse. También hay cubos que tienen solo tres colores, ya sea de un color por cada par de caras opuestas o de un color por capa. También conocido como el cubo de Dodo. |
| Cubo calendario de 3×3×3       | Nombre comercial: Cubo Calendario Forma geométrica: Cubo Configuración de piezas: 3×3×3   | Mecánicamente idéntico al cubo estándar de 3x3x3, pero con pegatinas impresas especialmente para la visualización de la fecha. Mucho más fácil de resolver, ya que cinco de las seis caras son ignoradas. La marca de juguetería Ideal produjo una versión comercial durante la locura inicial del cubo de Rubik. Conjuntos de pegatinas también están disponibles para la conversión de un cubo normal en un cubo calendario. |
| Cubo de Rubik en braille       | Cubo de Rubik para ciegos Forma geométrica: Cubo Configuración de piezas: 3×3×3           | Mecánicamente idéntico al cubo estándar de 3x3x3. Sin embargo, las piezas son de alguna manera táctiles para permitir su uso por personas ciegas, o para resolver con los ojos vendados. El "Cubo Blind Man" original fabricado por Politechnika tiene los mismos colores que el cubo estándar, pero dispone de símbolos en relieve en cada cuadrado que corresponden a un color determinado. |
| 3×3×3 Cube puzzle with numbers | Nombre comercial: Cubo Mágico Forma geométrica: Cubo Configuración de piezas: 3×3×3       | Mecánicamente idéntico al cubo estándar de 3×3×3. Sin embargo, los números en las piezas centrales obligan al solucionador a tener en cuenta que cada una puede estar en una de cuatro orientaciones, lo que aumenta enormemente el número total de combinaciones. El número de combinaciones de orientaciones de la cara central es 46. Sin embargo, las combinaciones impares (número total impar de rotaciones) de las caras centrales no se pueden lograr con operaciones legales. Por lo tanto, el aumento es de x211 sobre el cubo de Rubik original, lo que hace un total de aproximadamente 1024 combinaciones. Esto aumenta la dificultad del rompecabezas, pero no de forma astronómica, ya que solo se requieren uno o dos algoritmos adicionales para obtener una solución. Téngase en cuenta que el rompecabezas puede considerarse como un rompecabezas de números asociado a un cuadrado mágico en cada una de las seis caras, siendo la constante mágica 15 en este caso. |
| cubo con dibujos               | Nombre comercial: Cubos con dibujos Forma geométrica: Cubo Configuración de piezas: 3×3×3 | Mecánicamente idéntico al cubo estándar de 3x3x3. El patrón, que es a menudo un logotipo promocional o fotografías de artistas, por lo general requiere la correcta orientación de las piezas centrales para completar la solución. Por consiguiente, son equivalentes al cubo relacionado con un "cuadrado mágico" visto anteriormente. |
| Sudoku Cube Puzzle             | Nombre comercial: Cuboku Forma geométrica: Cubo Configuración de piezas: 3×3×3            | Idéntico al cubo de Rubik en cuanto a su funcionamiento mecánico, añade otra capa de dificultad en la que los números deben tener la misma orientación y no hay colores a seguir. El nombre refleja su parecido con el popular rompecabezas bidimensional Sudoku. |

### Cuboides irregulares
Un paralelepípedo irregular, en el contexto de este artículo, es un rompecabezas de cubo donde no todas las piezas son del mismo tamaño, con longitudes de arista distintas. A menudo, están basados en un rompecabezas paralelepípedo regular, en el que se han fusionando algunas de las piezas para hacerlas más grandes. En las fórmulas para la configuración de piezas, la configuración de las piezas unidas entre sí se da entre paréntesis. Por lo tanto, (como un ejemplo simple) un puzle de disposición 2(2,2)x2(2,2)x2(2,2) es un rompecabezas de 2×2×2, pero creado mediante la fusión de algunas piezas de un puzle del tipo 4×4×4. Los puzles que están construidos de esta manera son a menudo llamados cubos «en banda». Sin embargo, hay muchos cuboides irregulares que no han sido materializados (y con frecuencia, no pueden serlo) por el procedimiento de agregar piezas en banda.
| Imagen            | Datos                                                                             | Comentarios |
| ----------------- | --------------------------------------------------------------------------------- | --- |
| Skewb Puzzle      | Nombre comercial: Skewb Forma geométrica: Cubo Configuración de piezas: 2x2x2     | Similar al cubo de Rubik original, el Skewb difiere en que sus cuatro ejes de rotación pasan a través de las esquinas del cubo en lugar de por los centros de las caras. Como resultado de ello, es un rompecabezas en el que cada giro afecta a las seis caras. |
|                   | Cubos bandeados Forma geométrica: Cubo Configuración de piezas: varias            | La imagen muestra un ejemplo sencillo de uno de los muchos tipos de cubos bandeados que se han creado. Un cubo bandeado se caracteriza porque algunas de sus piezas están pegadas entre sí. |
| Square One Puzzle | Nombre comercial: Square One Forma geométrica: Cubo                               | Una variación del cubo de Rubik original, que se puede girar de una manera tal que se distorsiona la forma cúbica del rompecabezas. El Square One se compone de tres capas. Las capas superior e inferior contienen piezas con algunas caras en forma de cometa y con forma triangular. La capa intermedia contiene dos piezas trapezoidales, que juntas pueden formar un hexágono irregular o un cuadrado. El Square One es un ejemplo de otra clase muy grande de rompecabezas, los rompecabezas cuboides cuyas piezas no son necesariamente paralelepípedos. |
|                   | Nombre comercial: Golden Cube (Cubo de oro) de Tony Fisher Forma geométrica: Cubo | Primer rompecabezas de rotación que tiene solo un color, y que por lo tanto requiere al solucionador restaurar el puzzle a su forma cúbica original sin la ayuda de los colores. |
|                   | Nombre comercial: Cubo Lan Lan Rex (Florero) Forma geométrica: Cubo               | Su estructura mecánica es la misma que la del cubo de Rubik original. Cada una de sus seis caras tiene 9 piezas, con algunas aristas curvas. |
|                   | Nombre comercial: Cubo Mixup Forma geométrica: Cubo                               | Inventado por Oskar van Deventer, parece un cubo de Rubik desproporcionado, pero permite que la capa central gire 45 grados e intercambie las piezas centrales con las de los bordes. |

### Otros poliedros
| Imagen                             | Datos | Comentarios |
| ---------------------------------- | --- | --- |
|                                    | Nombre comercial: Pyraminx Forma geométrica: Tetraedro Configuración de piezas: 3×3×3                                                                       | Rompecabezas en forma de pirámide similar al cubo de Rubik en funcionamiento y solución. Sus ejes de giro pasan por los vértices, y fue inventado en 1970 por Uwe Mèffert. |
|                                    | Nombre Comercial: Pyramorphix Forma geométrica: Tetraedro Configuración de piezas: 2×2×2                                                                    | Rompecabezas en forma de pirámide con el mecanismo del cubo de 2×2×2. |
|                                    | Nombre comercial: Megaminx Forma geométrica: Dodecaedro Configuración de piezas: 3×3×3                                                                      | Rompecabezas poliédrico de 12 caras, similar al cubo de Rubik en funcionamiento y solución. |
|                                    | Nombre Comercial: Gigaminx, Teraminx, Petaminx Forma geométrica: Dodecaedro Configuración de piezas: Gigaminx (5x5x5); Teraminx (7x7x7); y Petaminx (9x9x9) | Variantes del Megaminx con múltiples capas por cara. El Gigaminx tiene 2 capas por cara, lo que suma un total de 5 capas por arista; el Teraminx tiene 3 capas por cara y 7 capas por arista; y el Petaminx tiene 4 capas por cara y 9 capas por arista. |
| 3×3×3 Gran Dodecaedro rompecabezas | Nombre Comercial: Impossiball Forma geométrica: redondeada icosaedro Configuración de piezas: 3x3x3                                                         | Puzle con forma de icosaedro redondeado, similar al cubo de bolsillo en funcionamiento y solución. |
|                                    | Nombre Comercial: Estrella de Alexander Forma geométrica: Gran dodecaedro Configuración de piezas: 3x3x3                                                    | Rompecabezas con forma de poliedro no convexo uniforme de 12 caras, similar al cubo de Rubik en funcionamiento y solución. |
|                                    | Nombre Comercial: BrainTwist Forma geométrica: Tetraedro Configuración de piezas: 2x2x2                                                                     | El BrainTwist es un puzzle tetraédrico único, con la capacidad de "dar la vuelta", mostrando solo la mitad del rompecabezas a la vez. |
|                                    | Nombre Comercial: Dogic Forma geométrica: Icosaedro Configuración de piezas: 5x5x5                                                                          | El Dogic es un icosaedro cortado en 60 piezas triangulares alrededor de sus 12 puntas y 20 centros de las caras. |
| rompecabezas Skewb diamante        | Nombre Comercial: Skewb Diamond Forma geométrica: Octaedro Configuración de piezas: 2×2×2                                                                   | Variación octaédrica del Skewb, es un rompecabezas de corte profundo muy similar al Skewb, basado en una transformación al poliedro dual. |
| Skewb Ultimate                     | Nombre Comercial: Skewb Ultimate Forma geométrica: Dodecaedro Configuración de piezas: 2x2x2                                                                | Aunque parece más difícil, funcionalmente es igual que el Skewb y que el Skewb Diamond. El rompecabezas es cortado de una manera diferente, pero las mismas soluciones se puede utilizar para resolverlo tras identificar qué piezas son equivalentes. |
|                                    | Nombre Comercial: Cubo barril Forma geométrica: Prisma octogonal Configuración de piezas: 3×3×3                                                             | Mecánicamente idéntico al cubo de 3×3×3. Sin embargo, tiene una diferencia interesante en su solución, ya que las columnas de esquina verticales son de colores diferentes a las caras, y no coinciden con los colores de las columnas verticales de la cara. Por consiguiente, las columnas de esquina se pueden colocar en cualquier esquina, lo que hace que la solución más fácil. Sin embargo, no pueden generarse combinaciones impares de columnas de esquina mediante movimientos legales. El solucionador puede, sin saberlo, intentar obtener una solución imposible, pero no será consciente de ello hasta que intente colocar las últimas piezas. |
|                                    | Nombre Comercial: Cubo Diamond Forma geométrica: Rombicuboctaedro Configuración de piezas: 3×3×3                                                            | Mecánicamente idéntico al cubo 3×3×3, aunque el ejemplo ilustrado aquí es más fácil de resolver debido a la combinación de colores restringida. Este puzzle es un rombicuboctaedro no uniforme, dado que las piezas son alargadas en lugar de cuadradas. Existe un rompecabezas similar llamada Rhombicuboctahedron que sí es uniforme. |
|                                    | Nombre comercial: Pyraminx Crystal Forma geométrica: Dodecaedro Configuración de piezas: 3x3x3                                                              | Un dodecaedro truncado en sus 20 vértices y sus 30 aristas. Es similar al Megaminx, pero con un corte más profundo, lo que da como resultado aristas que se comportan de forma diferente a las del Megaminx al girar una cara. |
| 4-D rompecabezas 120 celdas        | Nombre Comercial: Magic de 120 celdas Forma geométrica: 120 celdas Configuración de piezas: 3×3×3×3                                                         | Rompecabezas virtual de 4 dimensiones, el análogo en cuatro dimensiones del Megaminx |

### Otras formas geométricas
| Imagen | Datos                                                                                | Comentarios |
| ------ | ------------------------------------------------------------------------------------ | --- |
|        | Nombre Comercial: Magic Ball Forma geométrica: Esfera Configuración de piezas: 3×3×3 | Rompecabezas también conocido como Esfera de Rubik. Mecánicamente idéntico al cubo de 3×3×3 en su funcionamiento y resolución. La única diferencia práctica es que es bastante difícil de agarrar. Al ser las caras curvadas, los adhesivos de color tienden a desprenderse. |

### Rompecabezas tridimensionales de estilos distintos al cubo de Rubik
| Imagen | Datos                                                                                                 | Comentarios |
| ------ | --- | --- |
|        | Nombre comercial: Rompecabezas muescas con nivel > 1 Configuración de piezas: 6 varillas entrelazadas | Un rompecabezas de muescas se caracteriza por sus agujeros internos, que suelen permitir el deslizamiento de piezas individuales o grupos de piezas. El nivel de un rompecabezas de muescas especifica cuántos movimientos de deslizamiento son necesarios para ensamblarlo o desarmarlo.                                                                      |
|        | Nombre comercial: Cubo Minus Configuración de piezas: 2×2×2-1 cubos deslizantes                       | El Cubo Minus es una variante mecánica 3D del juego del 15. Consiste en una caja cúbica de plástico transparente, que contiene otros siete cubos pequeños. Hay un espacio vacío del tamaño de un cubo pequeño dentro de la caja, y los propios cubos pequeños se pueden mover inclinando la caja, lo que hace que un cubo caiga en el espacio que queda libre. |
|        | Nombre Comercial: Reloj de Rubik Configuración de piezas: 3×3×2 diales de 12 posiciones               | El Reloj de Rubik es un rompecabezas de dos caras, con nueve relojes en cada una. Hay cuatro ruedas, uno en cada esquina del rompecabezas, y cada una permite ajustar la hora del reloj de la esquina correspondiente. |
|        | Nombre Comercial: Serpiente de Rubik Configuración de piezas: 1x1x24                                  | Algunos no lo considerarían un rompecabezas combinacional, aunque lleva el nombre de Rubik. También conocido como Rubik's Twist. No tiene una única solución, pero se pueden crear múltiples figuras diferentes. |
|        | Nombre comercial: Cubo Serpiente Configuración de piezas: 1x1x27 o 1x1x64                             | Los 27 cubos están conectados por una banda elástica que los atraviesa, y pueden girar libremente. El objetivo del rompecabezas es disponer la cadena de manera que forme un cubo de 3x3x3 o de 4x4x4. |

### Rompecabezas bidimensionales
| Imagen | Datos | Comentarios |
| ------ | --- | --- |
|        | Nombre comercial: Rompecabezas de piezas deslizantes Configuración de piezas: 7×7                                                     | Estos populares rompecabezas se fabrican en distintos tamaños. El diseño tradicional es con números, y la solución forma un cuadrado mágico. Ha habido muchos diseños diferentes, el ejemplo mostrado aquí utiliza símbolos gráficos en lugar de números. La solución requiere que no haya símbolos repetidos en cualquier columna fila o diagonal. La imagen muestra el enigma sin resolver. |
|        | Nombre comercial: Juego del quince Configuración de piezas: 4×4-1                                                                     | El juego original de piezas deslizantes. |
|        | Nombre comercial: Rubik's Magic | No es un juego del todo en dos dimensiones, puesto que permite voltear las piezas sobre sí mismas. |
|        | Nombre comercial: Master Magic de Rubik                                                                                               | La versión con cinco anillos del Rubik's Magic |
|        | Nombre comercial: Cubo Mágico 2D Forma geométrica: Cuadrado Configuración de piezas: 3×3                                              | Otro rompecabezas virtual en la serie de Rubik, pero esta vez muy simple. |
|        | Nombre comercial: Klotski Configuración de piezas: 4×5-2, con algunas piezas unidas                                                   | Un rompecabezas de deslizamiento tradicional. Existen innumerables variaciones de este rompecabezas original en forma de juegos de ordenador. |
|        | Nombre comercial: Geranium Configuración de piezas: 5 grupos circulares rotatorios que se intersecan con piezas de formas irregulares | Un rompecabezas con piezas giratorias. Algunos consideran su dificultad muy alta en comparación con los rompecabezas 3D complejos. Existen otras versiones de este tipo de rompecabezas, como "Mini", "Pocket" y "Super", que tienen 2, 3 y 10 círculos que se intersecan. Existe un modelo de "Mejora" que divide algunas de las piezas grandes en piezas más pequeñas.                      |

### Rompecabezas de engranajes
| Imagen | Datos                       | Comentarios |
| ------ | --------------------------- | --- |
|        | Nombre comercial: Gear Cube | Este rompecabezas con giros enlazados fue inventado por Oskar van Deventer. Las piezas de arista son engranajes que giran cuando las caras giran y obligan a las caras opuestas a girar juntas. A pesar de su apariencia, se considerablemente más fácil de resolver que el cubo de Rubik. |